# 斉藤英二
斉藤 英二（さいとう えいじ、1932年（昭和7年）11月14日 - 2000年（平成12年）6月8日）は、日本の政治家・元地方公務員。北海道岩内郡岩内町出身。北海道大学法学部卒。北海道石狩町町長（1994年-1996年）・北海道石狩市市長（1996年-1999年）。

## 略歴
北海道大学卒業後に、北海道庁に入庁。同庁住宅都市部長。北海道住宅管理公社理事長。恵庭リサーチ・ビジネス・パーク社長。1994年寺内靖治逮捕に伴い石狩町長選挙に出馬し、初当選。1996年市制に移行。1999年風邪で入院中転倒し背骨を骨折、悪化。任期半ばで市長辞任し、翌年、逝去。
民間会社の社長を務めていたこともあり民間感覚を持ち合わせていたといい、田岡克介の助役抜擢も民間会社や石狩町傘下の団体に出向していた事によるという。